# Кросс, Эмили
Эмили Рут Кросс (англ. Emily Ruth Cross, род.15 октября 1986) — американская фехтовальщица-рапиристка, призёр Олимпийских игр и панамериканских чемпионатов.

## Биография
Родилась в 1986 году в Сиэтле (штат Вашингтон). В 2007 году завоевала бронзовую медаль панамериканского чемпионата. В 2008 году стала обладателем серебряной медали Олимпийских игр в Пекине в командном первенстве, а в личном первенстве была 17-й. 